# Kiwi
|  | Per a altres significats, vegeu «Kiwi (desambiguació)». |

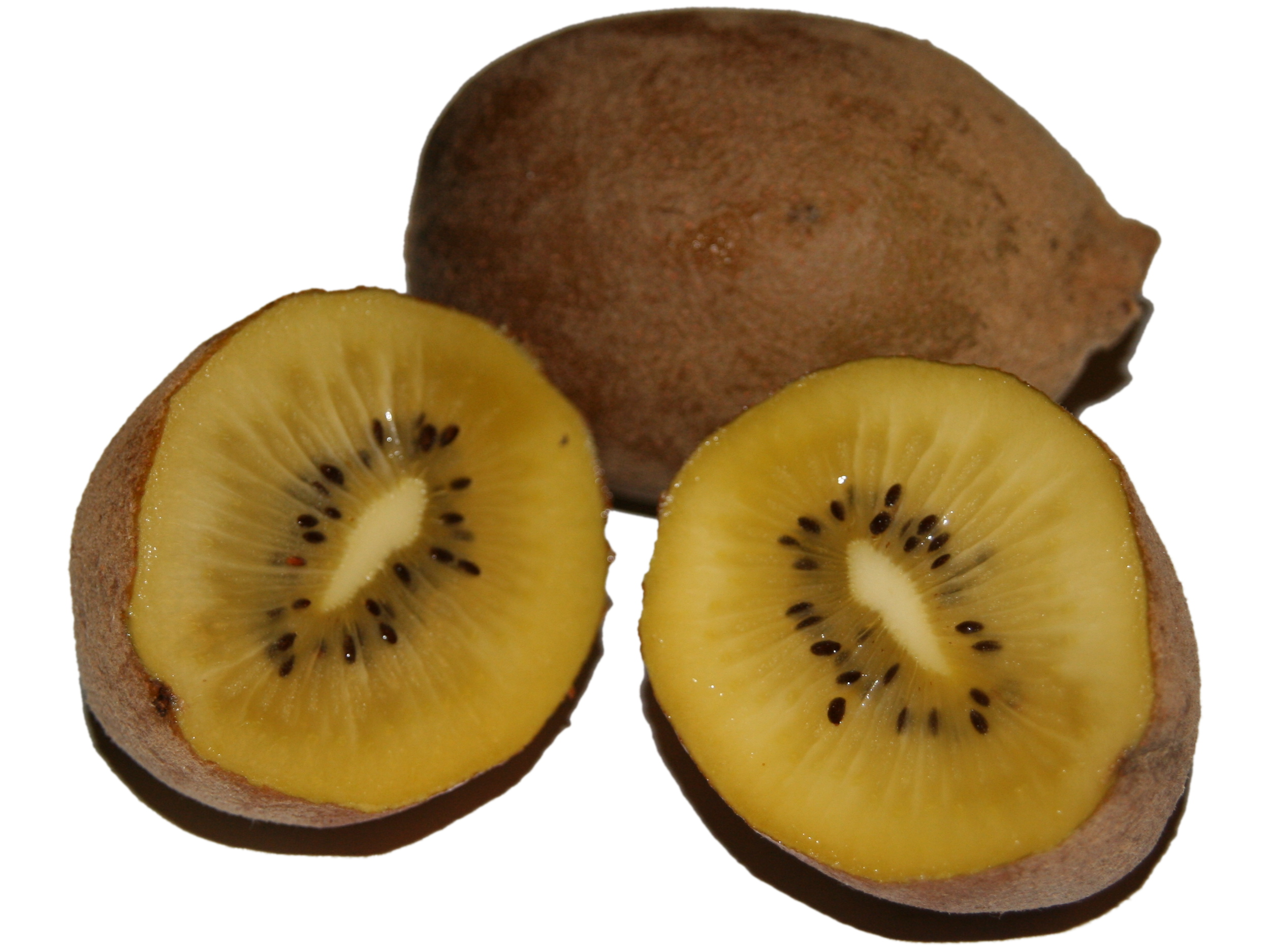
Fruit de Kiwi groc, una varietat cultivar d'Actinidia chinensis var. chinensis

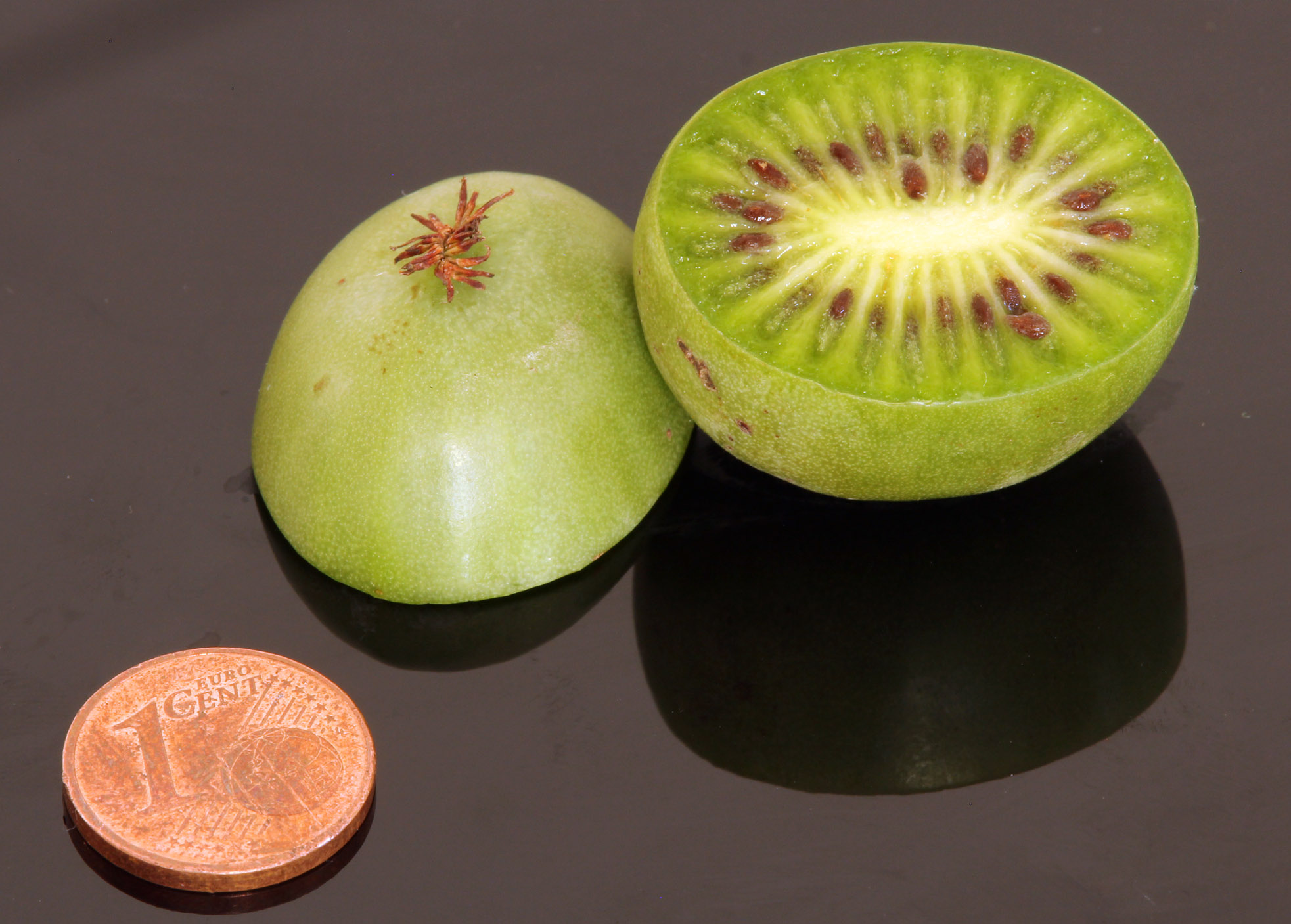
Minikiwi, el fruit de l'espècie Actinidia arguta

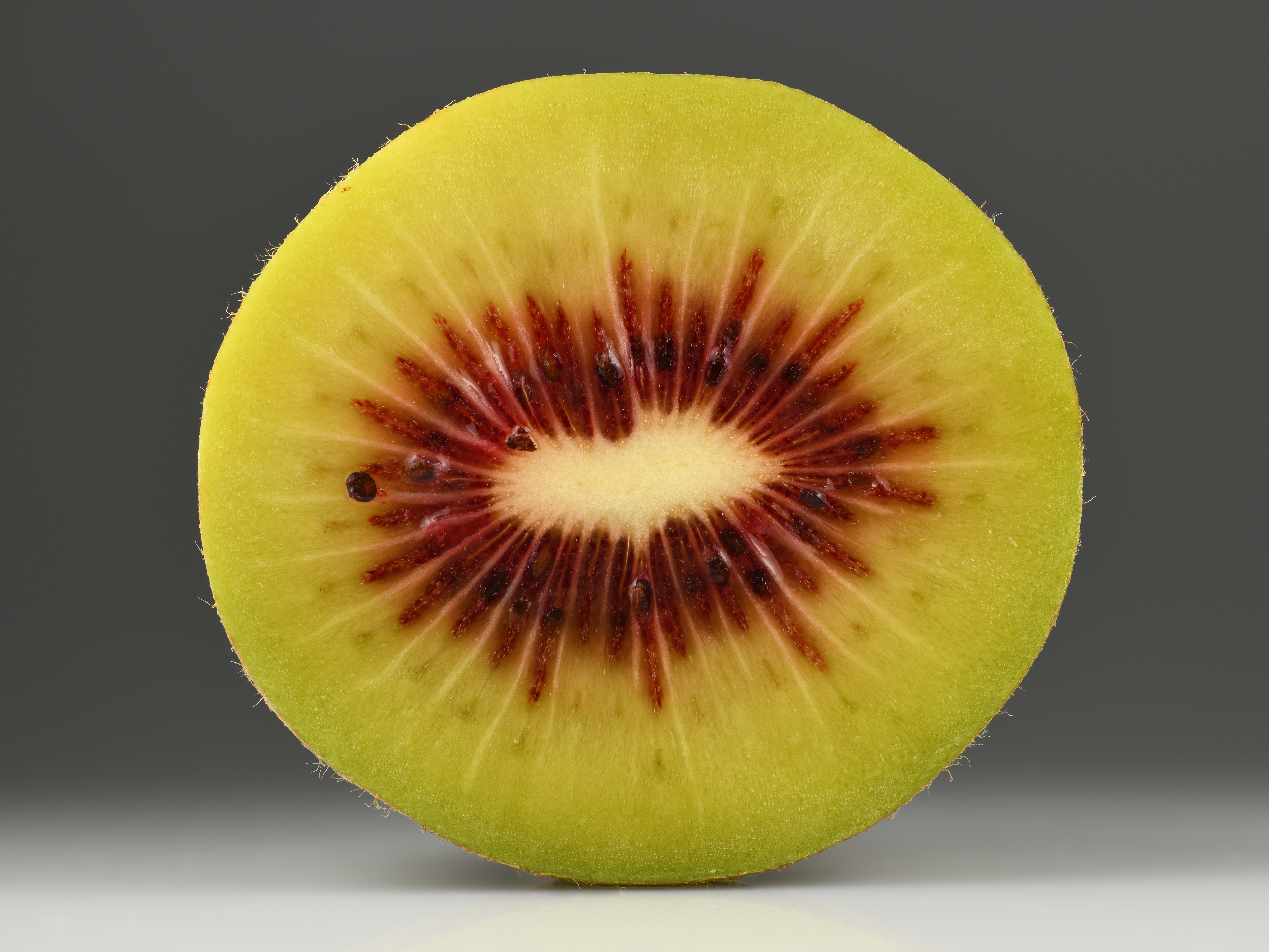
Fuit de la varietat cultivar 'Red Passion' d'Actinidia chinensis var. chinensis

El kiwi és un fruit en baia comestible. Inicialment només feia referència als fruits de la varietat Actinidia chinensis var. deliciosa o actinídia, cosa que encara passa amb el DIEC i amb el TERMCAT. Tot i que aquest darrer incorpora el terme minikiwi referit al fruit de l'espècie Actinidia arguta. L'arribada als nostres mercats de varietats com ara la de carn groga, ha dut els mitjans a utilitzar la denominació "kiwi groc".
El mot kiwi és una abreviació de l'anglès kiwifruit que fou la denominació comercial que va començar a ser utilitzada pels exportadors neozelandesos en comptes de Chinese gooseberry, els únics productors en aquell moment, a partir de l'any 1959 per raons de màrqueting.
La cultivar més comuna dels kiwis verds s'anomena 'Hayward', és de forma oval, d'uns 5-8 cm de llargada i 4,5-5,5 cm de diàmetre. Té una pell fibrosa de color marró verdós densament coberta de pèls curts i marrons rígids i la polpa, ferma fins a madurar completament, és brillant, sucosa i deliciosa, de color verd brillant, o de vegades groc, marronós o blanquinós, excepte pel centre blanc i suculent del qual irradien moltes línies fines i pàl·lides, amb fileres de llavors petites negres que també són comestibles. Aquest fruit té una textura tova i un gust de subàcid a bastant àcid característic.
Segons les estadístiques agràries de la FAO 2024, aproximadament el 85% del cultiu mundial de kiwi es va produir a la Xina (2,380,304 Tm), per davant de Nova Zelanda (603,522), Itàlia (523,120) i Grècia (320,270), en aquest ordre. També es cultiva a petita escala als Països Catalans.

## Història
El kiwi (Actinidia sinensis) és una planta nativa del sud d'Àsia i ha estat declarat fruit nacional de la Xina. Altres espècies del gènere Actinidia són natives de l'Índia, del Japó, i del sud-est de Sibèria (concretament a la part sud que arriba a l'oceà Pacífic).
El seu cultiu es va estendre des de la Xina fins a Nova Zelanda a principis del segle XX quan Mary Isabel Fraser, per la presidenta del col·legi femení de Wanganui. Les llavors del kiwi de la Xina van ser plantades el 1906 i els seus primers fruits es van collir l'any 1910. La primera plantació comercial a Nova Zelanda de plantes de kiwi es va fer l'any 1937 i en 1940 ja hi havia moltes plantacions, especialment a la costa oriental de l'illa del Nord. Els fruits es van fer populars entre els militars nord-americans estacionats a Nova Zelanda durant la Segona Guerra Mundial, i a partir de 1952 es van començar a exportar als Estats Units, Japó i Europa

## Noms
El nom comú del fruit del kiwi en xinès és el de yáng táo, nom que sovint també fa referència al fruit de la carambola. també s'utilitza el nom de grosella xinesa (en anglès: Chinese Gooseberry). Quan es va començar a exportar aquests fruits des de Nova Zelanda als Estats Units els van donar el nom de melonette (petits melons) però aviat aquest nom el van canviar pel de l'ocell kiwi que és un dels símbols nacionals de Nova Zelanda, ja que el fruit del kiwi recorda la mida i algunes altres característiques d'aquest ocell. "Kiwifruit" va ser usat com a marca comercial mundial.
Actualment a la Xina el nom per a les varietats de kiwis silvestres o locals és el que deriva de préssec de macac (mí hóu táo). Les varietats de kiwi importades sovint reben el nom de fruita meravellosa (qí yì guǒ).

## Cultivars

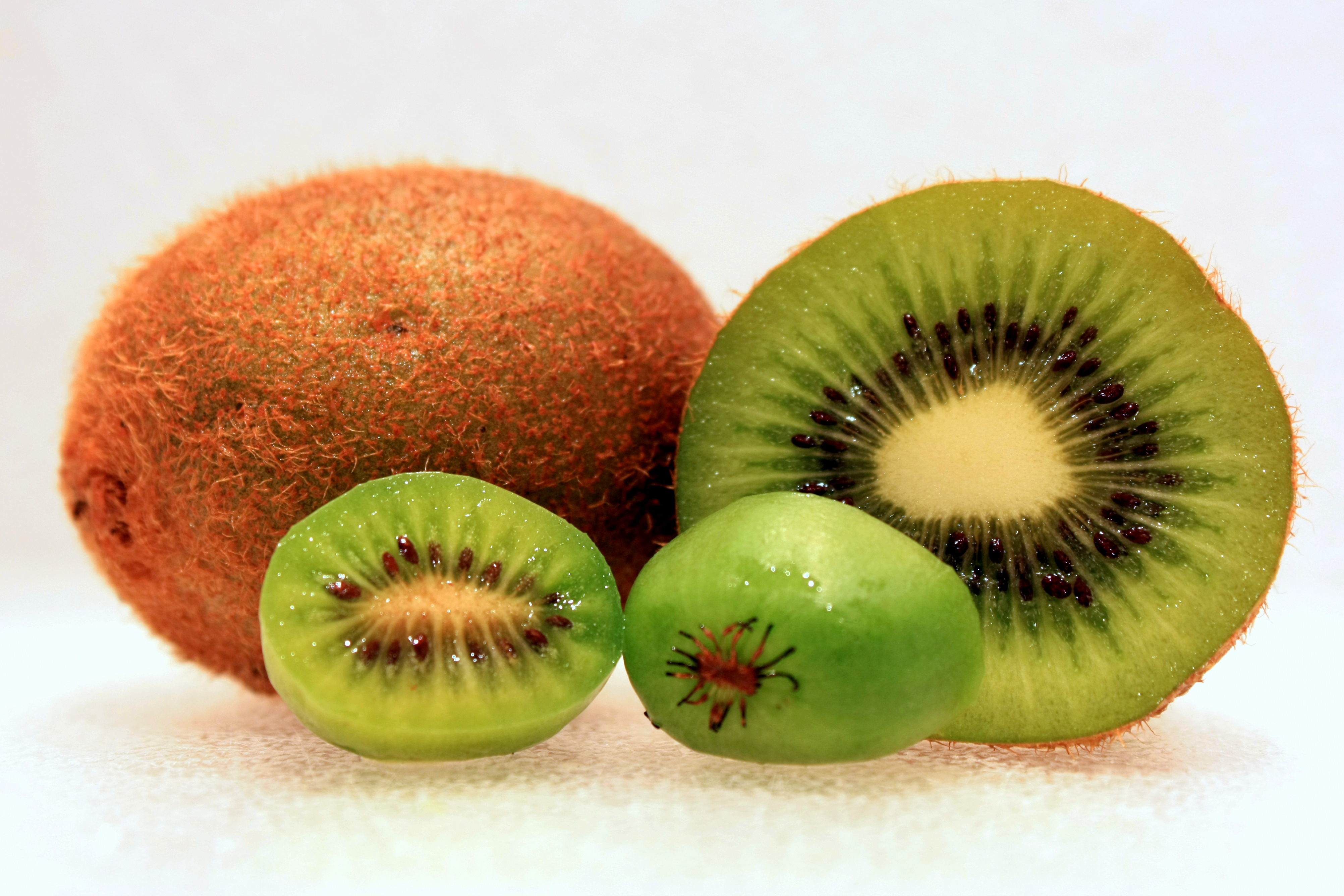
Comparació d'una espècie de kiwi de fruit petit amb una altra de fruit gros

El gènere Actinidia conté unes 60 espècies. La pela d'aquestes espècies pot variar en la seva forma, mida pilositat i color. La polpa també pot variar. Algunes espècies donen fruits no comestibles i altres són força amargants.
El fruit de kiwi més comú prové de l'espècie A. deliciosa. Altres espècies tenen fruits comestibles com són el kiwi daurat (A. chinensis), A. coriacea, A. arguta, A. kolomikta, A. melanandra, A. polygama, A. purpurea.
Gairebé tots els fruits de kiwi que es comercialitzen pertanyen a uns pocs cultivars de Fuzzy Kiwi (A. deliciosa): 'Hayward', 'Blake', i 'Saanichton 12'. El cultivar 'Hayward' es va desenvolupar a Hayward Wright a Avondale, Nova Zelanda cap a 1924.

## Kiwi pelut
La majoria dels kiwis que es venen pertanyen a unes poques cultivars de A. deliciosa (kiwi fuzzy): 'Hayward', 'Blake' i 'Saanichton 12'. Tenen una pell peluda de color marró apagada i una polpa de color verd brillant. Hayward Wright va desenvolupar la cultivar 'Hayward' a Avondale, Nova Zelanda, al voltant de 1924. Inicialment es conreava en jardins domèstics, però la plantació comercial va començar en la dècada de 1940.
'Hayward' és la varietat més comunament disponible a les botigues. És un fruit gran, amb forma d'ou i sabor dolç. La 'Saanichton 12', de la Columbia Britànica, és una mica més rectangular que la 'Hayward' i comparativament dolça, però el nucli intern de la fruita pot ser dur. La 'Blake' pot autopol·linitzar-se, però té un fruit més petit i ovalat i el seu sabor es considera inferior.

## Aspectes nutritius

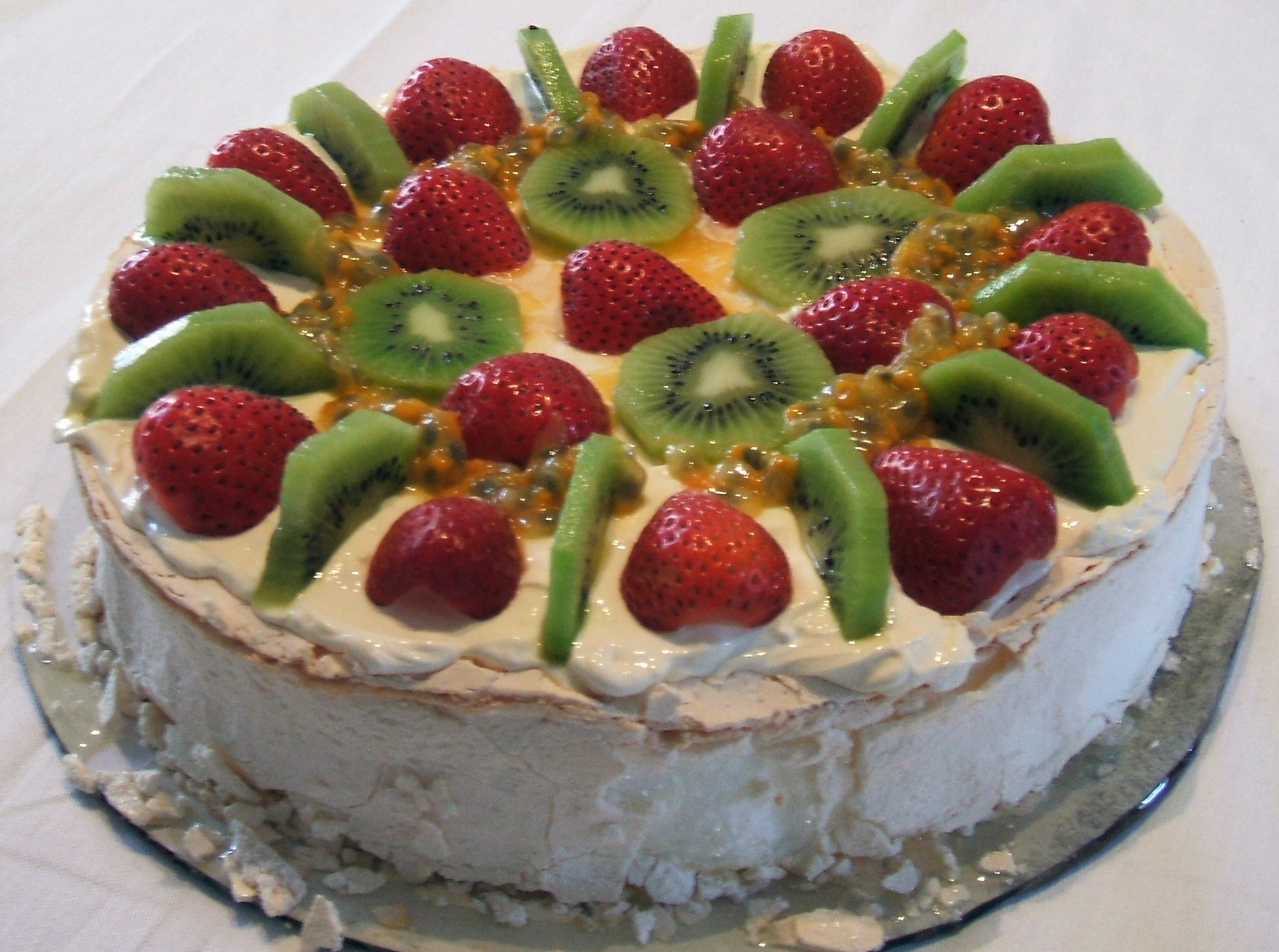
Una pavlova amb maduixes, maracujà, kiwis i nata.

Els kiwis crus són rics en un enzim que dissol proteïnes anomenat actidina. Els kiwis tallats amb nata batuda conformen les postres típiques de Nova Zelanda anomenades pavlova.
L'actidina pot donar al·lèrgia a algunes persones. El fruit també conté oxalat de calci que pot donar alguns símptomes adversos.
100 grams de kiwi cru contenen 61 kilocalories, 1,14 g de proteïnes, 0,52 g de greixos, 14,66 g de carbohidrats, 3, 0 g de fibra, 8,99 g de sucres, 0,31 mg de ferro, 34 mg de calci i principalment vitamina C, E i K.

## Producció mundial
Les exportacions de kiwi van augmentar ràpidament des de finals dels anys seixanta fins a principis dels setanta a Nova Zelanda. En 1976, les exportacions excedien la quantitat consumida internament. Fora de Australasia, els kiwis de Nova Zelanda es comercialitzen sota la marca Zespri. El nom general, "Zespri", s'ha utilitzat per a la comercialització de totes les cultivars de kiwi de Nova Zelanda des de 2012.
En la dècada de 1980, molts països fora de Nova Zelanda van començar a conrear i exportar kiwis. A Itàlia, la infraestructura i les tècniques necessàries per a donar suport a la producció de raïm es van adaptar al kiwi. Això, sumat a la seva proximitat al mercat europeu de kiwi, va portar al fet que els italians es convertissin en el principal productor de kiwi en 1989. La temporada de creixement del kiwi italià no se superposa molt amb les temporades de creixement de Nova Zelanda o Xile, per la qual cosa la competència directa entre Nova Zelanda o Xile no va ser un factor significatiu.
Gran part del millorament per a refinar el kiwi verd va ser realitzat pel Plant & Food Research Institute, Institut de Recerca de Plantes i Aliments (anteriorment HortResearch) durant les dècades de 1970 a 1999. En 1990, la Junta de Comercialització del Kiwi de Nova Zelanda va obrir una oficina per a Europa a Anvers, Bèlgica.
| Principals productors de kiwi (2018) en Tm | Principals productors de kiwi (2018) en Tm |
| ------------------------------------------ | ------------------------------------------ |
| R.P. de la Xina                            | 2.035.158                                  |
| Itàlia                                     | 562.188                                    |
| Nova Zelanda                               | 414.261                                    |
| Iran                                       | 266.319                                    |
| Grècia                                     | 265.280                                    |
| Xile                                       | 230.267                                    |
| Turquia                                    | 61.920                                     |
| França                                     | 53.201                                     |
| Estats Units                               | 34.290                                     |
| Portugal                                   | 34.057                                     |
| Total mundial                              | 4.022.651                                  |